# Некропола са стећцима Дубац
Некропола са стећцима Дубац у Батову у општини Чајниче у Републици Српској је национални споменик Босне и Херцеговине. Локалитет је познат као историјско подручје „Мраморови“. Национални споменик чине подручје са три гроба са стећцима.

## Опис добра
Некропола са стећцима Дубац налази се на приватном поседу у истоименом селу, на брежуљку, у чијој је близини локални сеоски пут. Под заштитом се налази укупно 78 m². На овом подручју евидентирана су три гроба са стећцима у облику сандука.
Стећци су без видљивих украса који су карактеристични за оваква гробна обележја. Први сандук је са постољем и димензија је 170x75x20 cm. Други сандук је преврнут на бочну североисточну страну и има димензије 180x62x24 cm. Трећи сандук је најмањи са димензијама 150x69x5 cm и потпуно је утонуо.
Стећци су обрасли лишајевима, док је трећи, најмањи гроб, прекривен хумусом.

## Степен заштите
Некропола са стећцима Дубац у Батову нису били уписани у Регистар споменика културе Социјалистичке Републике Босне и Херцеговине. У просторном плану Босне и Херцеговине до 2000. године, за подручје општине Чајниће је евидентирано осам локалитета са стећцима. Међутим, није постојала прецизна идентификација о њима. Комисија за очување националних споменика у Босни и Херцеговини је, 10. фебруара 2010. године, прогласила историјско подручје — некрополу са стећцима националним спомеником.
На заштићеном локалитету су дозвољени искључиво истраживачки и конзерваторско-рестаураторски радови

## Спољашње стране
- Комисија за очување националних споменика у Босни и Херцеговини Архивирано 2016-07-11 на сајту